# Carabodes perezinigoi
Carabodes perezinigoi är en kvalsterart som beskrevs av Irayda Salinas 1971. Carabodes perezinigoi ingår i släktet Carabodes och familjen Carabodidae. Inga underarter finns listade.